# Bernabé Argüelles de Paz
Bernabé Argüelles de Paz (1912-1943) va ser un anarquista espanyol.

## Biografia
Nascut en la localitat asturiana de Pola de Lena el 1912, era militant de la Confederació Nacional del Treball (CNT). Després de l'esclat de la Guerra civil es va unir a les milícies anarcosindicalistes. Posteriorment va passar a formar part del comissariat polític de l'Exèrcit Popular de la República, exercint com a comissari de la 133a Brigada Mixta. Al final de la contesa va ser detingut pels franquistes, i fou empresonat a la presó provincial d'Osca.
Gràcies a la intervenció del Grup Ponzán, a mitjan 1940 va poder evadir-se de la presó al costat d'altres anarquistes empresonats. Després que la Guàrdia Civil va localitzar la infraestructura del grup que encapçalava i operava als voltants d'Alcañiz, va aconseguir arribar a Catalunya amb el seu grup, on va desenvolupar una intensa activitat en la clandestinitat amb el grup de Joaquim Pallarès i Tomàs, que va formar el primer comitè regional de la Federació Ibèrica de Joventuts Llibertàries. Argüelles va formar part del comitè interregional Aragó-Catalunya de la CNT, El 8 de març de 1943 va ser detingut per les forces de seguretat franquistes. Jutjat per un consell de guerra, va ser condemnat a mort i executat mitjançant garrot vil el 24 de març de 1943, a Barcelona.